# Araǰin Xowmb 2013-2014
L'Araǰin Xowmb 2013-2014 è stata la 23ª edizione della seconda serie del campionato armeno di calcio. La stagione è iniziata il 21 luglio 2013 ed è terminata il 15 giugno 2014.

## Stagione

### Novità
Al termine della stagione 2013-2014, l'Alaškert è stato promosso in massima serie. Il King Delux si è ritirato nel corso della passata stagione, mentre l'Impuls 2, a seguito dello scioglimento societario, non si è iscritto a questa edizione del torneo. L'Alaškert 2 è stata ammessa come nuova squadra.

Il numero di squadre si è ridotto da dieci a nove.

### Formula
Le nove squadre partecipanti si affrontano quattro volte, per un totale di 32 partite (ogni squadra dovrà rispettare quattro turni di riposo).

## Classifica
|  | Pos. | Squadra       | Pt | G  | V  | N | P  | GF | GS | DR  |
|  | ---- | ------------- | -- | -- | -- | - | -- | -- | -- | --- |
|  | 1.   | Banants 2     | 65 | 32 | 19 | 8 | 5  | 68 | 37 | +31 |
|  | 2.   | Alaškert 2    | 58 | 32 | 17 | 7 | 8  | 63 | 38 | +25 |
|  | 3.   | Ararat 2      | 57 | 32 | 17 | 6 | 9  | 72 | 47 | +25 |
|  | 4.   | P'yownik 2    | 51 | 32 | 15 | 6 | 11 | 58 | 45 | +13 |
|  | 5.   | Ganjasar 2    | 46 | 32 | 13 | 7 | 12 | 57 | 51 | +6  |
|  | 6.   | Shengavit     | 36 | 32 | 9  | 9 | 14 | 47 | 59 | -12 |
|  | 7.   | Mika Erevan 2 | 32 | 32 | 9  | 5 | 18 | 35 | 63 | -28 |
|  | 8.   | Širak 2       | 31 | 32 | 8  | 7 | 17 | 43 | 75 | -32 |
|  | 9.   | Banants 3     | 27 | 32 | 8  | 3 | 21 | 63 | 91 | -28 |

Note:
Tre punti a vittoria, uno a pareggio, zero a sconfitta.